# Bombus vestalis
Bombus vestalis (Geoffroy, 1785) è un insetto imenottero della famiglia Apidae (sottofamiglia Apinae, tribù Bombini).

## Descrizione
Al pari di altre specie di bombi è ricoperto da una folta peluria e presenta una livrea a bande gialle, nere e bianche. La differenziazione da altre specie simili può essere effettuata solo sulla base di un esame microscopico dei genitali. Le femmine sono di dimensioni maggiori rispetto ai maschi (20–24 mm contro 15–19 mm) e sono prive delle tipiche strutture specializzate per la raccolta del polline sulle zampe posteriori.

## Biologia
È una specie caratterizzata da parassitismo sociale: le femmine di B. vestalis depongono le loro uova tra quelle del congenere Bombus terrestris, affidando l'onere delle cure parentali alle operaie della specie ospite. Essendo parassiti sociali, sono prive di operaie.

## Ecologia
È l'insetto impollinatore di due orchidee selvatiche della flora italiana: Ophrys normanii e Ophrys holosericea chestermanii

## Distribuzione
Ha un areale paleartico che si estende dall'Europa centrale e meridionale sino all'Iran, spingendosi a sud sino al Nord Africa.

## Tassonomia
Assieme alle altre specie di bombi parassiti, B. vestalis era in passato collocato in un genere a sé stante (Psithyrus); l'orientamento attuale è di considerare Psithyrus come un sottogenere di Bombus..
Sono state descritte le seguenti sottospecie:
- B. vestalis subsp. obenbergeri May, 1944
- B. vestalis subsp. sorgonis Strand, 1917
- B. vestalis subsp. vestalis (Geoffroy, 1785)